# ان‌جی‌سی ۶۳۵
ان‌جی‌سی ۶۳۵ (انگلیسی: NGC 635) یک کهکشان مارپیچی است که در صورت فلکی نهنگ و در فاصله حدود ۶۲۶ میلیون سال نوری از کهکشان راه شیری قرار دارد. کهکشان NGC 635 توسط ستاره شناس آمریکایی فرانسیس لیونورث در سال ۱۸۸۵ میلادی کشف شد.